# Iveta Marčauskaitė
Iveta Marčauskaitė, po mężu Šalkauskė (ur. 3 lutego 1982 w Szawlach) – litewska koszykarka, występująca na pozycji środkowej, reprezentantka kraju.

## Osiągnięcia
Na podstawie, o ile nie zaznaczono inaczej..

### NCAA
- Uczestniczka rozgrywek II rundy turnieju Women’s National Invitation Tournament (WNIT – 2001, 2002)
- Zaliczona do I składu:
  - debiutantek Big Ten (2001)
  - Big Ten (2002)
- Liderka konferencji Big 10 w skuteczności rzutów:
  - z gry (2002 – 61,1 %)
  - za 2 punkty (2001 – 62,1 %, 2002 – 63,8 %)

### Drużynowe
- Mistrzyni:
  - Ligi Bałtyckiej (2003, 2016)
  - Litwy (2003)
  - Słowacji (2009)[4]
- Wicemistrzyni Litwy (2013–2016)[5][6][7][8]
- Zdobywczyni pucharu:
  - Litwy (2016)[8]
  - Słowacji (2009)
- Finalistka pucharu:
  - Francji (2008)
  - Litwy (2013, 2015)[5][7]
- Uczestniczka międzynarodowych rozgrywek:
  - Euroligi (2002–2005, 2008/2009, 2011/2012)
  - Eurocup (2005–2007, 2010/2011)

### Indywidualne
(* – nagrody przyznane przez portal eurobasket.com)
- MVP sezonu ligi litewskiej (2013, 2014)*[5][6]
- Najlepsza środkowa ligi*:
  - słowackiej (2009)[4]
  - litewskiej (2013, 2014)[5][6]
- Zaliczona do:
  - I składu:
    - ligi:
      - słowackiej (2009)[4]
      - litewskiej (2013–2016)[5][6][7][8]

  - składu honorable mention ligi litewskiej (2017)[9]
- Liderka ligi litewskiej w średniej:
  - punktów (2013 – 20,6, 2014 – 17,1, 2017 – 22,8)[5][6][9]
  - zbiórek (2017 – 12,8)[9]

### Reprezentacja
Seniorska
- Uczestniczka:
  - mistrzostw:
    - świata (2002 – 11. miejsce)
    - Europy (2005 – 4. miejsce, 2007 – 6. miejsce, 2013 – 14. miejsce)

  - kwalifikacji do mistrzostw Europy (2003)

Młodzieżowe
- Uczestniczka:
  - mistrzostw świata U–19 (2001 – 8. miejsce)
  - kwalifikacji do mistrzostw Europy U–18 (1998)